# Nacionalização
Nacionalização ou estatização é o termo dado ao estabelecimento de posse e controle estatal sobre uma empresa, serviço ou atividade sobre controle e/ou posse do setor privado para o controle e/ou posse do estado.
A estatização pode ser uma política de Estado, voltada a um aumento notável da participação do setor público na economia.
A estatização está baseada em uma ideia fundamental: os interesses gerais de uma sociedade não podem estar nas mãos dos setores privados. Aqueles que promovem a estatização afirmam que alguns setores econômicos têm um valor estratégico para o conjunto de uma nação e, consequentemente, não é admissível que esteja nas mãos dos interesses particulares de acionistas e investidores.

## Conceito
A criação de Sectores Públicos Empresariais está intimamente ligada a processos de nacionalização. Em Portugal, a figura de Empresa Pública ganhou relevância política e económica com as nacionalizações. Juridicamente, é uma espécie de expropriação, traduzindo-se na transferência forçada, por um ato de autoridade, de uma sociedade comercial para a propriedade pública.
No entanto, distingue-se da expropriação tanto pelo seu objeto como pelo seu fim:
- A expropriação tem motivação na utilidade pública, isto é, a desapropriação de um bem privado é em benefício da comunidade, tendo como justificação a construção de estradas, de pontes, ou quaisquer fins de interesse público. Assim, é uma restrição ao direito de propriedade em geral – art. 62º da CRP;
- A nacionalização, por seu lado, sendo um mecanismo de intervenção direta do Estado ao atuar enquanto verdadeiro agente económico, é sempre motivada pela intervenção na estrutura do poder económico ou na condução da economia, abrangendo unidades económicas (explorações ou empresas agrícolas, comerciais, industriais). "É um instrumento de apropriação coletiva dos meios de produção".

## Justificativas para a nacionalização
Dentre as inúmeras razões que podem justificar a nacionalização de empresas particulares pelo Estado podem ser destacadas algumas das principais:
- Garantir a eficiência produtiva de uma empresa em má situação financeira;
- Conter crises setoriais evitando a expansão do capital estrangeiro no país;
- Assegurar recursos ao Estado;
- Melhorar o atendimento ao público se tratando de empresas de serviços, ou no caso de empreendimentos que não garantam que apresentam um rendimento tardio aos empresários privados.

Os sectores mais atingidos pelas nacionalizações são os de serviços (como saúde, educação, comunicações, transportes e bancos), no caso de países altamente desenvolvidos, enquanto nos países subdesenvolvidos as nacionalizações têm ocorrido nos sectores básicos da economia: siderurgia, mineração e extração petrolífera, entre outros. Estudos sobre o sistema bancário mundial demonstram que bancos do Estado lucram mais e são menos corruptas do que empresas privadas.

## O regime jurídico
A nacionalização, prevista na CRP, está como tal sujeita a alguns limites materiais, sendo que nos termos do art. 80º, al. d) da CRP deve ter como justificação um fim de interesse público e, nos termos dos arts. 80º, al. c) e 82º da CRP não pode colocar em risco a subsistência do sector privado da economia objeto de nacionalização, à luz do princípio constitucional da coexistência dos sectores se propriedade dos meios de produção e dos direitos de iniciativa e propriedade privada.
Pertence à reserva relativa de competência legislativa da Assembleia da República a matéria dos meios, e formas de (…) nacionalização – art. 165º, nº1, al. l) da CRP. No entanto nunca foi aprovada nenhuma lei-quadro sobre nacionalização, pelo que pressupõe que o acto revista a forma de Lei (ou Decreto-Lei autorizado), embora tais actos possam ter forma não legislativa. Assim sendo, cabe dizer-se que só o Estado tem competência para nacionalizar bens privados.
Actualmente os critérios específicos de indemnização, no caso de nacionalização, bem como de expropriação estão estabelecidos legalmente, nos arts. 83º e 165º, nº1, al. l), tendo, no entanto, sido contestados pelos respectivos interessados por não corresponderem ao valor comercial das empresas nacionalizadas.

## Histórico de nacionalizações por continente

### África

#### Argélia
Em 1971, o presidente Houari Boumédiène anunciou a nacionalização das companhias petrolíferas estrangeiras, que na época eram todas francesas. Argel elevou para 51% a sua participação nas companhias petrolíferas em operação no país. As jazidas de gás natural foram todas nacionalizadas assim como as instalações de transporte de hidrocarburetos.
Devido à lei de 12 de abril de 1971 (data da segunda série de nacionalizações), qualquer companhia estrangeira que pretendesse participar na exploração de petróleo argelino deveria se associar à companhia nacional de hidrocarburetos, a Sonatrach, criada em 1963.

#### Líbia
Na Líbia, o Estado assumiu o controle de todos os setores econômicos do país após a deposição do monarca pelo coronel Mouammar Kadhafi, em setembro de 1969.
Em julho de 1970, o regime decidiu nacionalizar todas as companhias encarregadas da importação, venda e distribuição do petróleo, contrariando os interesses das empresas Shell, Esso, Standard e Libyan Petroleum Company. Em 1973 e 1974, o governo nacionaliza a produção de petróleo, apoderando-se do patrimônio das companhias petrolíferas em operação no país.

### América do Sul

#### Bolívia
Em 1937, após a guerra do Chaco que travou contra o Paraguai, nacionalizou as instalações da Standard Oil, surgindo a Jazidas Petrolíferas Fiscais Bolivianas, ou YPFB (sigla em espanhol).
Em 1969 nacionalizou as instalações da Gulf Oil Company.
Em 1 de maio de 2006 o presidente da Bolívia, Evo Morales, decretou a nacionalização de todo o setor de hidrocarbonetos daquele país. A medida, que a mídia liberal brasileira considera populista, causou desconforto nas relações entre os países sul-americanos, principalmente o Brasil, cuja empresa Petrobrás responde por 15% do PIB e é a maior empresa instalada no país. Além do Brasil, Canadá, Coreia do Sul, Espanha, Argentina e Reino Unido têm petrolíferas operando na Bolívia e tiveram os contratos de concessão para a exploração de Gás Natural naquele país cancelados. As plantas industriais destas empresas passaram a ser administradas pela YPFB, estatal boliviana. Até o momento não está claro se a Bolívia vai oferecer alguma compensação para estas empresas pela quebra dos contratos.

#### Chile
A Corporación Nacional del Cobre de Chile (Codelco), primeiro produtor mundial de cobre, e maior empresa do país (45% das exportações), foi nacionalizada em 1971 por um decreto do presidente marxista Salvador Allende, pondo fim a trinta anos de exploração americana. A nova presidente socialista Michelle Bachelet, em uma entrevista concedida à AFP, descartou a possibilidade de uma privatização generalizada, sem se opor, no entanto, à associação da Codelco a outros grupos para o financiamento de projetos comuns.

#### Venezuela
Único membro latino-americano da OPEP e quinto exportador mundial de petróleo bruto, a Venezuela nacionalizou a sua indústria petrolífera em 1976. A "Companhia Pública Petróleos de Venezuela SA" (PDVSA) totalmente pertencente ao Estado venezuelano. Quanto às companhias estrangeiras instaladas no país, os contratos assinados nos anos 1990 foram modificados a partir da metade de 2005, com a aplicação de uma nova lei de hidrocarbonetos, adotada pelo presidente Hugo Chávez, em 2001.
A situação ficou ainda mais desfavorável para as petroleiras estrangeiras. De acordo com esta lei, as companhias estrangeiras devem pagar 16,6% de royalties sobre os combustíveis, e 50% de imposto sobre os lucros. A PDVSA deve possuir pelo menos 51% das empresas de capital misto.

### Ásia

#### Iraque
Em dezembro de 1975, o Iraque anunciou ter tomado o controle total da produção e comercialização de seu petróleo com base em um processo, iniciado em junho de 1972, de nacionalização do todo-poderoso consórcio petrolífero ocidental, o Irak Petroleum Company (IPC).
Entre 1973 e 1975, Bagdá decretou a nacionalização dos ativos de diversas companhias estrangeiras da "Basrah Petroleum Company (BPC) e encarregou a Irak National Oil Company (INOC) das operações petrolíferas.

#### Irã
Após o fim da Segunda Guerra Mundial, uma luta pelo controle do petróleo iraniano foi iniciada entre as grandes potências. Desde a sua chegada ao poder em 1951, o governo do nacionalista Mohamed Mossadegh propôs a nacionalização da indústria petrolífera e a expropriação da poderosa companhia de petróleo inglesa Anglo Iranian Oil Co, que controlava a produção do ouro negro no Irã.
O Reino Unido organizou o boicote a este país, levando à queda da produção e à asfixia da economia. O boicote durou mais de dois anos. Um golpe de Estado militar, orquestrado pela CIA, derrubou Mossadegh em agosto de 1953, permitindo o retorno do Xá. Em 1954, um acordo foi assinado entre o Irã e um consórcio composto por grandes companhias petrolíferas para a exploração, produção e refino.

### Europa

#### Portugal
Em Portugal, na sequência da Revolução de 25 de Abril de 1974, houve um grande período de nacionalizações após o 11 de março de 1975. Ocorreram então a nacionalização de bancos, das principais indústrias e dos meios de comunicação.